# Partido Republicano (Maldivas)
El Partido Jumhooree (en divehi: ޖުމްހޫރީ ޕާޓީ; literalmente: Partido Republicano) es un partido político de las Maldivas. El partido fue fundado por un grupo de diputados el 26 de mayo de 2008, y desde entonces es liderado por Qasim Ibrahim, exministro de Finanzas. Presentó a Ibrahim como candidato a la presidencia en las elecciones de septiembre y noviembre de 2013, perdiendo en ambas en primera vuelta.

## Resultados electorales

### Elecciones presidenciales
| Elección | Candidato     | Compañero de fórmula | Votos          | %              | Votos          | %              | Resultados       |
| Elección | Candidato     | Compañero de fórmula | Primera vuelta | Primera vuelta | Segunda vuelta | Segunda vuelta | Resultados       |
| -------- | ------------- | -------------------- | -------------- | -------------- | -------------- | -------------- | ---------------- |
| 2008     | Qasim Ibrahim | Ahmed Ali Sawaad     | 27,056         | 15.32%         |                |                | Derrotado        |
| 2013     | Qasim Ibrahim | Hassan Saeed         | 50,422         | 24.07%         |                |                | Elección anulada |
| 2013     | Qasim Ibrahim | Hassan Saeed         | 48,131         | 23.34%         |                |                | Derrotado        |
| 2018     | No participó  | No participó         | No participó   | No participó   | No participó   | No participó   | No participó     |
| 2023     | Qasim Ibrahim | Ameen Ibrahim        | 5,545          | 2.52%          |                |                | Derrotado        |

### Elecciones legislativas
| Año  | Líder         | Votos  | %     | Posición | Escaños | +/–   |
| ---- | ------------- | ------ | ----- | -------- | ------- | ----- |
| 2009 | Qasim Ibrahim | 6,882  | 4.16  | 4        | 1/77    | Nuevo |
| 2014 | Qasim Ibrahim | 25,149 | 13.56 | 3        | 15/85   | 14    |
| 2019 | Qasim Ibrahim | 23,452 | 11.15 | 2        | 5/87    | 10    |
| 2024 | Qasim Ibrahim | 3,141  | 1.49  | 5        | 1/93    | 4     |